# سلالة باغراتيوني الحاكمة

شعار درع سلالة باغراتيوني.

سلالة باغراتيوني (بالجورجية: ბაგრატიონი) هي عائلة ملكية حكمت جورجيا من القرون الوسطى حتى القرن التاسع عشر. وتعتبر أقدم سلالة مسيحية حكمت في التاريخ. وكانوا يدعون بالباغراتيونيين، تعود أصول هذه العائلة إلى أرمينيا من سلالة باغتواني وهذا ما يرجحه أغلب المؤرخين.
بلغت المملكة الجورجية خلال حكم سلالة باغراتيوني ذروتها في القرن الثاني عشر إلى بداية القرن الثالث عشر. اعتبرت هذه الفترة على نطاق واسع على أنها العصر الذهبي لجورجيا أو عصر النهضة الجورجي خلال عهد ديفيد المنشئ والملكة تامار. تميزت هذه النهضة الجورجية المبكرة، التي سبقت نظيرتها في أوروبا، بازدهار التقليد الفروسي الرومانسي، تقدم فلسفي، ومجموعة من الابتكارات السياسية في المجتمع وتنظيم الدولة، بما في ذلك التسامح الديني والعرقي.
بعد عدة قرون ألحت هذه السلالة على الدخول مع الإمبراطورية الروسية وبقيت جورجيا أنذاك تحت سيطرة روسيا إلى اندلاع ثورة فبراير 1917، لكن بعد أن قام السوفيات بضم جورجيا للإتحاد السوفييتي وهرب من تبقى من هذه العائلة إلى غرب أوروبا خوفاً.

## الأصول
تضمنت أقدم الأشكال الجورجية لاسم السلالة الباغراتيونية ما يلي: باغراتونيان، باغراتينيان، باغراتوفاني، وجميعها قد تغيرت لتصبح فيما بعد باسم باغراتيوني. وتعني هذه الأسماء، إلى جانب الأسماء المشتقة من اللغة الأرمنية الباغراتيونية والاسم الحديث للسلالة باغتريد، «أطفال باغرات» أو «منزل باغرات أو المنزل المبني من قِبَل باغرات».
بحسب الأحداث التي سُجلت لأول مرة في أعمال التاريخ الجورجي من القرن الحادي سومبات دافيتيس-دزي، والتي تكررت في وقت لاحق من قِبَل الأمير فاخوشتي باغراتيوني من كارتلي (1696-1757) أحد أفراد الأسرة التي تدَّعي أنها منحدرة من نبي وملك إسرائيل الموحدة داود منذ حوالي 530 ميلادي. تُظهر الأعمال التاريخية وجود سبعة إخوة من سلالة النبي داود إذ استقر ثلاثة منهم في أرمينيا، والأربعة الآخرون استقروا في كارتلي (المعروفة أيضًا باسم مملكة إيبيريا)، حيث تزوجوا من السلالات الحاكمة المحلية وحصلوا على بعض الأراضي عن طريق الإرث، من بين الإخوة الأربعة، غورام (توفي عام 532)، الذي أنشأ فيما بعد سلالة باغراتيوني على شرف اسم ابنه باغرات. باعتباره الخليفة، تُوِّج غورام كأمير لمملكة إيبيريا تحت حماية المملكة البيزنطية، والتي كانت تحت حكم ملوك الكوروبالاتس في عام 575. وهكذا، وفقًا لهذه النسخة من تاريخ السلالة، نشأت سلالة باغراتيوني والتي دام حكمها حتى عام 1801.
وقد حظي هذا العمل المؤرَّخ بقبول عام حتى فترة أوائل القرن العشرين. أما العمل الأصلي اليهودي، بغض النظر عن التاريخ الأصل الإنجيلي، فقد تم فيه إغفال أي معلومة عن سلالة باغراتيوني في التأريخ الحديث. وقد خلَّص بحث المؤرخ سيريل تومانوف إلى أن الباغراتيونيين الجورجيين قد انحدروا من سلالة باغراتيوني الأرمينية عن طريق شخص يُدعى أدارناس، الذي انتقل والده، فاساك (ابن أشوت الثالث، ملك أرمينيا في الفترة الممتدة من عام 732 حتى عام 748)، إلى كارتلي بعد هزيمتهم في معركة باغريفاند ضد الحكم العربي عام 775. استحوذ نجل أدارناس، والذي يُدعى أشوت الأول، على إمارة إيبيريا عام 813، وبالتالي أسَّس آخر سلالة ملكية في جورجيا. وبناء على ذلك، فإن أسطورة سلالة داود التي انحدرت منها سلالة باغراتيوني الجورجية كانت بمثابة تطور آخر للمطالبة السابقة من قِبَل الأسرة الأرمينية، مثلما ورد في عمل المؤلف الأرميني موفسيس كوريناتسي. وبمجرد تولّي الفرع الجورجي، والذي ازداد بسرعة كبيرة البيئة الجديدة، السلطة الملكية، فإن أسطورة أصلهم الإنجيلي قد ساعدت على تأكيد شرعيتهم وأصبحت دعامة أيديولوجية رئيسية لحكم سلالة باغراتيوني في جورجيا والذي دام لألف عام.
على الرغم من التأكيد بأن تاريخ سلالة باغراتيوني يرجع إلى جيل واحد فقط في أواخر القرن الثامن، فقد زعم تومانوف أن أول فرع جورجي من الباغراتيونيين من الممكن أنه يعود إلى القرن الثاني الميلادي، عندما زُعم أنهم حكموا إمارة  أودجركي والتي تُعدّ الآن منطقة جنوب جورجيا. استمرت سلالة أودجركي الحاكمة، الموجودة في سجلات القرون الوسطى باسم بيفريتانيون، حتى القرن الخامس الميلادي. ومع ذلك، لا يمكن اعتبارهم الأسلاف الأصليين لسلالة باغراتيوني الذين استعادوا في وقت لاحق السلطة الملكية الجورجية.
وفقًا لما كتبه المؤرخ الجورجي، نيكو بيردزينيشفيلي فإن الأسرة الحاكمة في باغراتيوني قد نشأت في أقدم منطقة من جورجيا، وهي سبيري. ومن خلال سياساتهم بعيدة النظر والمرنة، تمكَّن الباغراتيونيون من تحقيق نجاحات كبيرة في القرن السادس وحتى القرن الثامن. انتقل أحد أفراد السلالة إلى أرمينيا، ثم إلى إيبيريا، وقد حصل كليهما على منصب هام بين حكام مناطق ما وراء القوقاز.

## التاريخ

### السلالة الحاكمة الأولى
صعدت أسرة باغراتيوني إلى السلطة مع سقوط الملكية الجورجية (إيبيريا القوقازية) في عهد الإمبراطورية الفارسية الساسانية في القرن السادس، وأنهكت الأسر الأميرية المحلية الرائدة جراء الهجمات العربية. وقد أصبح ظهور الأسرة الحاكمة الجديدة ممكنًا بعد زوال سلالتي غورام وشوسرويد، وهما السلالتين الحاكمتين لإيبيريا سابقًا، اللتان ازداد ارتباطهما بالسلالة الباغراتيونية نتيجة التزاوج، وكذلك انشغال الحكم العباسي بحروبهم الأهلية والصراعات ضد الإمبراطورية البيزنطية. رغم أن الحكم العربي لم يسمح لهم ببسط أقدامهم في العاصمة القديمة، تبليسي، وفي منطقة شرق كارتلي، إلا أن الباغراتيونيون قد نجحوا في الحفاظ على مجالهم الأولي في كلارجيتي ومسخيتي، وفي ظل الحماية البيزنطية، وسّعوا نطاق ممتلكاتهم إلى الجنوب في الأراضي الأرمينية الشمالية الغربية وذلك لتأسيس نظام سياسي قوي للغاية والمعروف تقليديًا في التاريخ الحديث باسم تاو-كلارجيتي. في عام 813، حصلت الأسرة الجديدة، مع الأمير أشوت الأول، على اللقب الوراثي لأمير إيبيريا (كارتلي)، والذي ربط الإمبراطور مع مجموعة ملوك الكورابالاتس.
على الرغم من إعادة تأسيس النظام الملكي، إلا أن الأراضي الجورجية ظلت مقسمة بين السلطات المتنافسة، بينما ظلت مدينة تبليسي بين أيدي العرب. وقد أنشأ أبناء وأحفاد أشوت الأول ثلاثة فروع لسلالات منفصلة وهي كارتلي، وتاو، وكلارجيتي ــ والذين كثيرًا ما كانوا يتصارعون فيما بينهم وأيضًا ضد حكام المناطق المجاورة. عُدَّت سلالة كارتلي المنفصلة السلالة السائدة بينهم؛ ففي عام 888، تحت حكم أدارناس الأول، تم إحياء السلطة الملكية الإيبيرية الأصلية والتي كانت قد خمدت منذ 580. وقد تمكَّن حفيد باغرات الثالث من تعزيز إرثه في تاو-كلارجيتي ومملكة أبخازيا، وذلك يعود إلى سياساته الدبلوماسية والفتوحات الناجحة والمتكررة لتي قام بها والده بالتبني، ديفيد، من سلالة تاو الحاكمة.

### العصر الذهبي
حافظ هذا النظام الملكي الموحد على استقلاله المؤقت عن الإمبراطورية البيزنطية والسلالة السلجوقية على مدى القرن الحادي عشر، وازدهر في عهد ديفيد الرابع (1089 - 1125) الذي تصدَّى لهجمات السلاجقة وتابع عملية توحيد جورجيا وذلك عن طريق شنّ هجوم ثانٍ على مدينة تبليسي في عام 1122. ومع انحدار السلطة البيزنطية وانحلال السلالة السلجوقية العظمى، أصبحت جورجيا واحدة من أبرز دول الشرق الأوسط، الإمبراطورية القوقازية، واليت امتدت من شمال القوقاز إلى شمال إيران، ومن الشرق حتى الوصول إلى آسيا الصغرى.
على الرغم من تكرار حوادث النزاع الأسري، استمرت المملكة في الازدهار خلال عهد ديميتريوس الأول (1125-1156)، وجورج الثالث (1156-1184)، وبالأخص ابنته تامار ملكة جورجيا (1184-1213).[10]، ومع وفاة جورج الثالث، زالت سلالة الذكور الرئيسية واستمرت الأسرة الحاكمة من خلال زواج الملكة تامار من الأمير آلان، نجل ديفيد سوسلان، وهو من أصل باغراتيوني.